# Orlando Suárez Azofra
Orlando Suárez Azofra (Las Palmas de Gran Canaria, 21 de novembre de 1972) és un exfutbolista i entrenador canari. Com a jugador, ocupava la posició de davanter.

## Trajectòria
La seua carrera ha estat pràcticament lligada en la seua totalitat a la UD Las Palmas. Va debutar amb els canaris a Segona Divisió en la temporada 90/91, i des de llavors ha estat un dels davanter de referència del conjunt, tant a primera divisió, com a Segona i Segona B. A les màximes categories, ha sumat 231 partits i 40 gols, entre 1990 i 2003. Posteriorment militaria a la Universidad de Las Palmas CF, fins a la seua retirada.
Després de penjar les botes, ha seguit vinculat al món del futbol, precisament com a part de l'equip tècnic del conjunt universitari.